# Rucellai

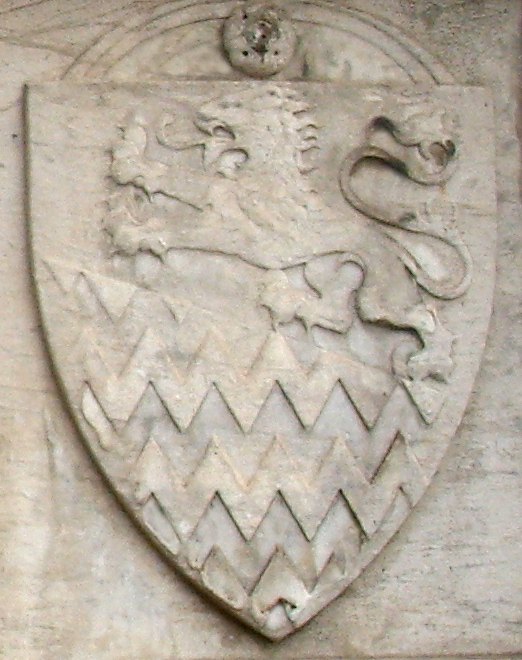
Lo stemma di famiglia: Il leone d'argento sarebbe stato concesso in seguito all'aiuto militare dato da Berlighieri Rucellai a Siena nel 1318, essendo infatti il simbolo del popolo senese (esterno di Santa Maria Novella)

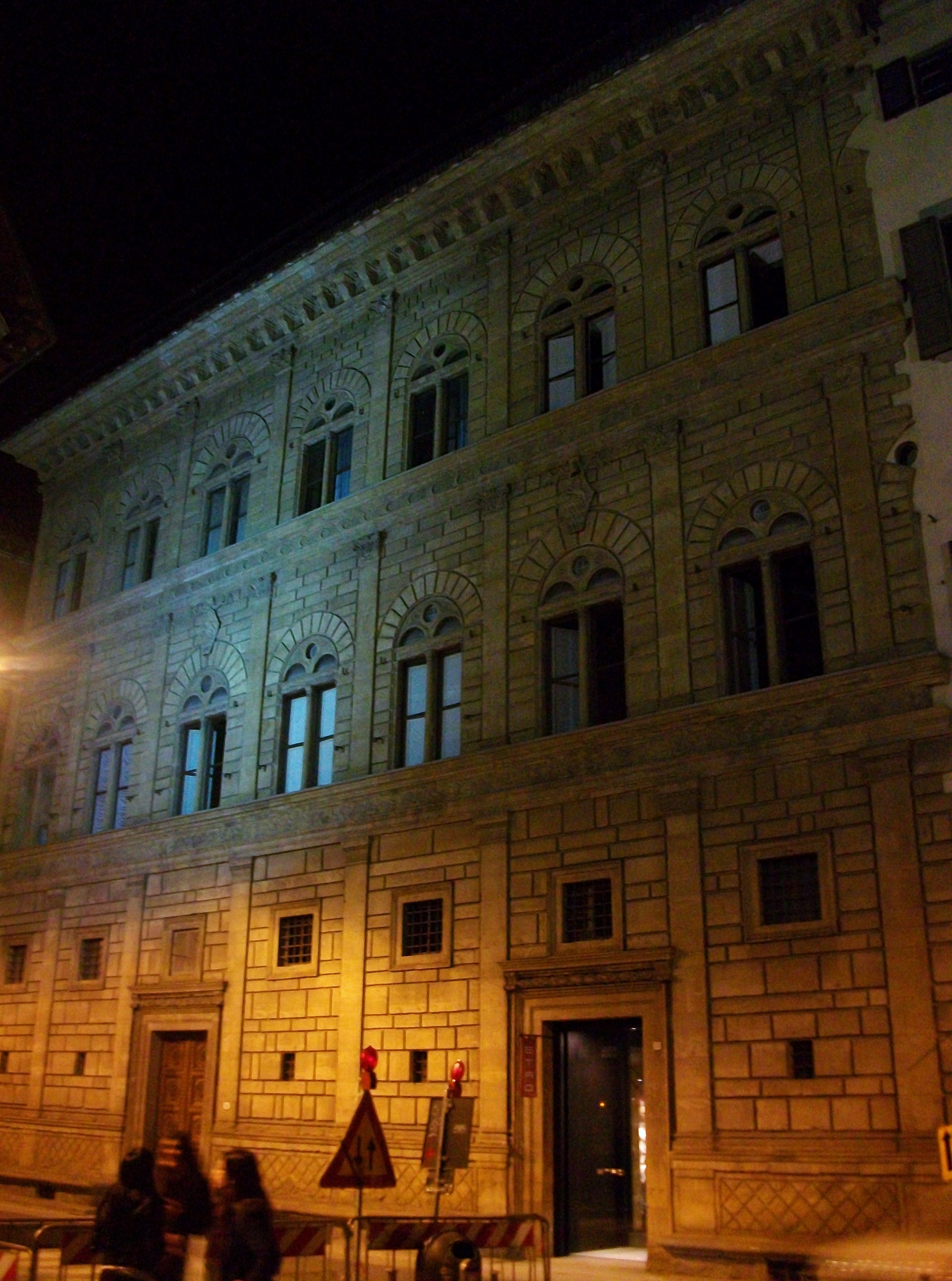
Palazzo Rucellai

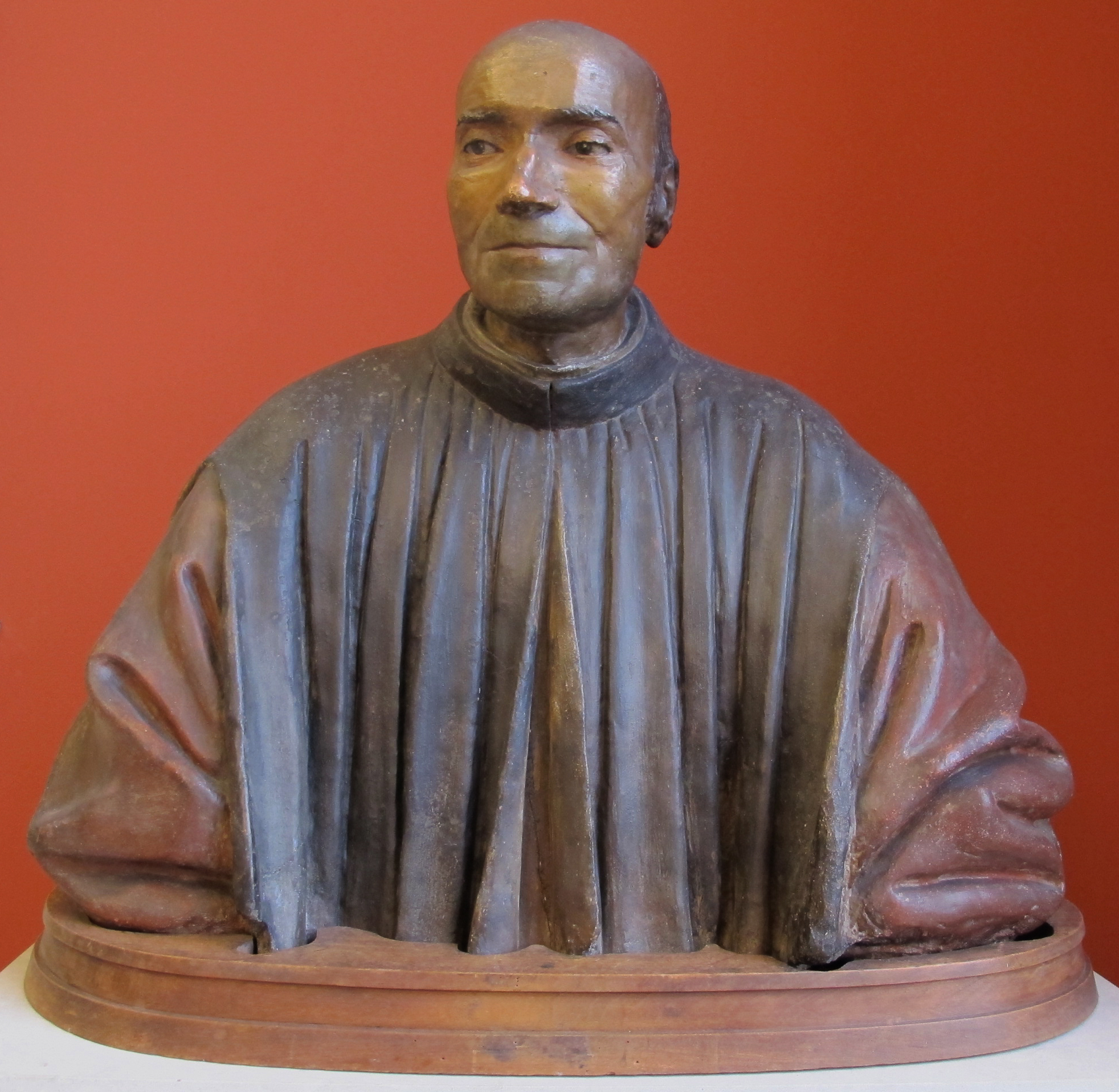
Busto rinascimentale di Palla di Bernardo Rucellai (1448-1515)

I Rucellai (o Ruccellai o Oricellari) furono una famiglia nobile di Firenze.

## Storia
La prima menzione documentata si ha nel XII secolo, quando un certo Alamanno era soprannominato l'"Oricellario" per aver scoperto la proprietà colorante di alcuni licheni del genere Roccella, Pertusaria, ecc.
La tradizione vuole che questo mercante, in viaggio nelle Isole Baleari, si fosse accorto per caso di come alcune piccole piante prendessero una spiccata colorazione rossa orinandoci sopra. Infatti è attraverso il processo chimico di precipitazione con ammoniaca (contenuta appunto anche nell'urina), che si estrae il colorante oricello rosso violaceo che diventò tipico dei panni di lana fiorentini (oricello potrebbe infatti derivare da "orina").
La famiglia Rucellai applicò con successo questa scoperta e grazie al commercio dei prodotti lanieri riuscì ad accumulare notevoli ricchezze che permisero alla casata di inserirsi a partire dal secolo successivo (il Trecento) fra i magnati del Comune, al quale diedero 85 priori e 14 gonfalonieri di giustizia.
Già nel XIII secolo i Rucellai avevano un'importante cappella nel transetto di Santa Maria Novella, nella quale si trovava la Maestà del senese Duccio di Buoninsegna, che prese il nome di Madonna Rucellai e che oggi si trova agli Uffizi.
La famiglia Rucellai, con la figura di Giovanni Rucellai, fu dalla seconda metà del Quattrocento mecenate di Leon Battista Alberti, il quale poté creare alcuni importanti capolavori a Firenze, come il Palazzo Rucellai, il Tempietto in San Pancrazio e, soprattutto, la mirabile facciata marmorea di Santa Maria Novella.
Bernardo Rucellai fu l'iniziatore delle riunioni dell'Accademia platonica nei giardini di sua proprietà, gli Orti Oricellari, che proseguirono con i suoi figli Giovanni e Palla e che ebbero tra i protagonisti Niccolò Machiavelli. Due volte l'Accademia ebbe tra i suoi partecipanti dei congiurati contro i Medici, nel 1513 e nel 1521, ma in nessuna di queste occasioni fu incolpato un Rucellai, anche se nel 1523 il circolo degli Orti dovette chiudere per via della burrasca sorta dall'ultima congiura di due anni prima.
Alla fine dell'Ottocento il Palazzo Rucellai fu uno dei più importanti salotti mondani di Firenze, grazie alla nobildonna russa Lysina, che aveva sposato il ministro del granduca Giulio Rucellai. Una volta alla settimana erano celebri le riunioni nel palazzo, alle quali partecipava tutta la nobiltà cittadina e altri personaggi di spicco come Gabriele D'Annunzio, che vi veniva apposta dal suo ritiro a Settignano, o come Harold Acton, il proprietario di Villa La Pietra, autore delle Memorie di un esteta dove ricordava con humor e nostalgia queste riunioni, quando la loro stagione era ormai già scomparsa.
Da un ramo della famiglia trasferitosi a Lione per ragioni di commercio nel XV secolo ha avuto origine un ramo francese di cognome Rousselt. A Roma abitarono il palazzo poi detto Ruspoli.

## Personaggi di spicco

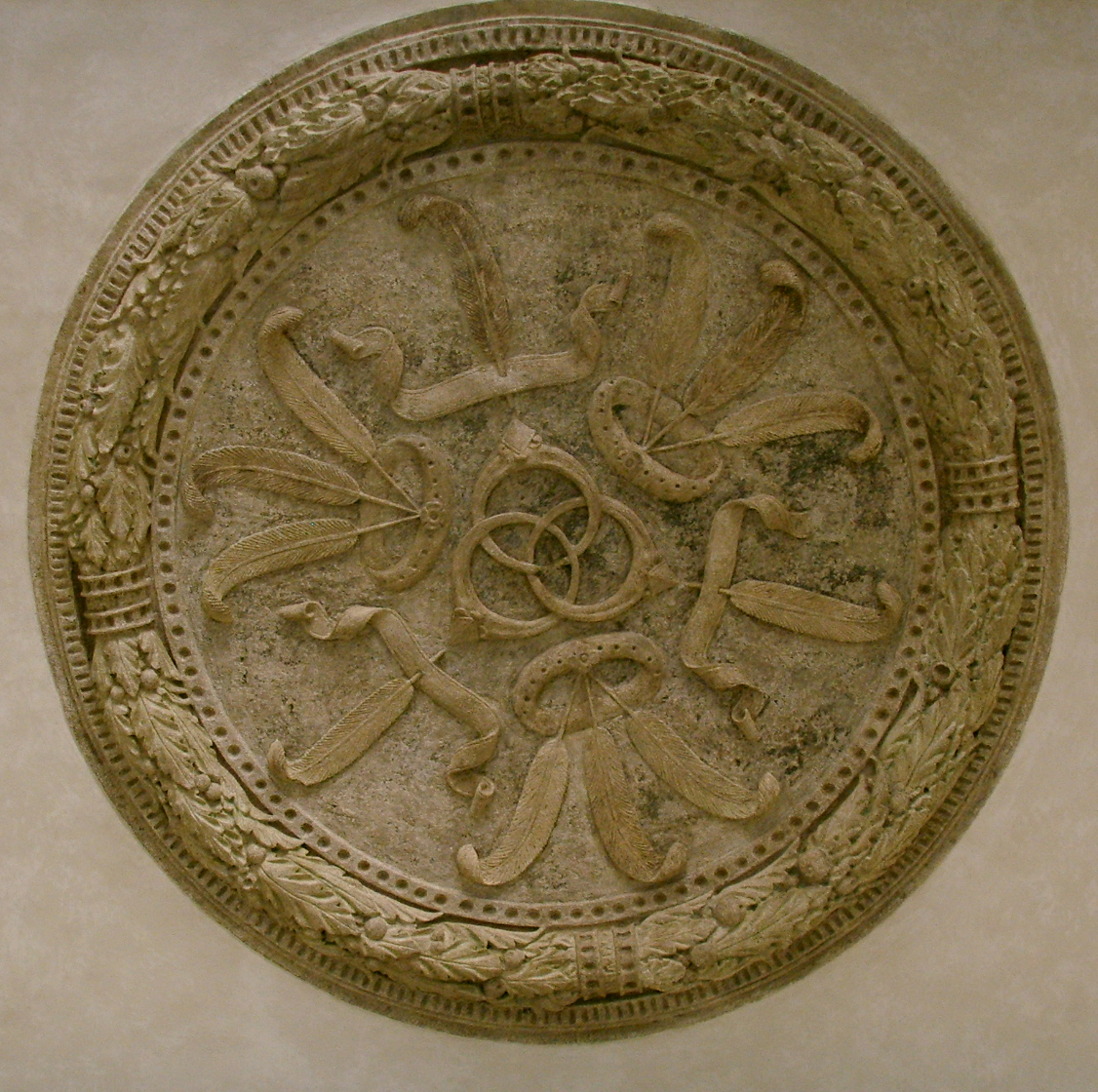
Emblema con le tre piume sul soffitto di Palazzo Rucellai. Il significato araldico è controverso; secondo alcuni i tre anelli con dimanate intrecciati erano un omaggio all'impresa araldica di Cosimo il Vecchio, mentre l'anello con le tre piume sarebbe stata adottata alcuni decenni dopo e usata anche da Lorenzo il Magnifico e Leone X, e rappresenterebbe le tre virtù teologali: fede, speranza e carità

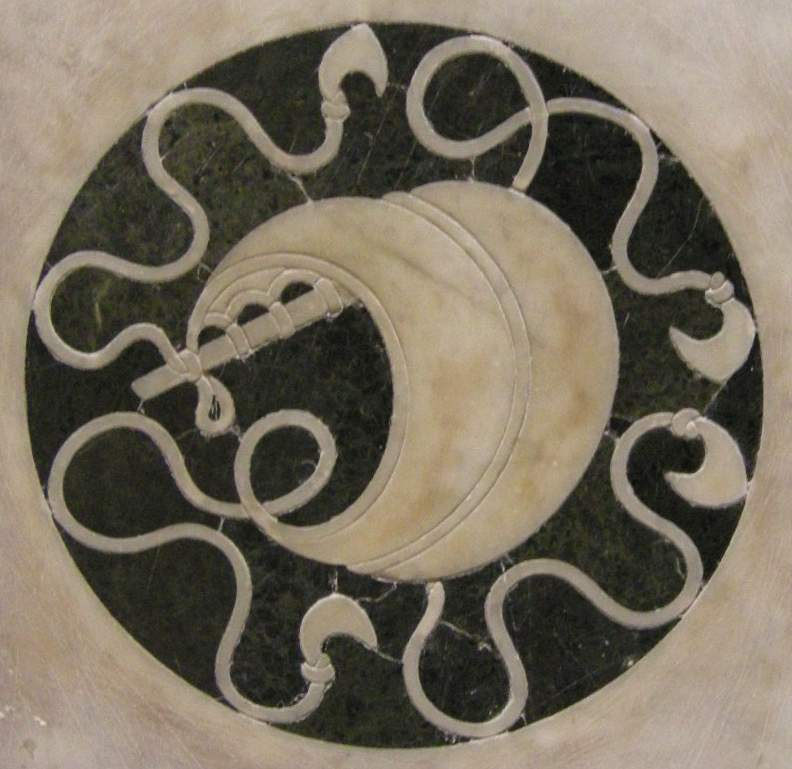
la vela della Fortuna, con le sartie spiegate al vento era invece il simbolo di impresa, spesso citato come motivo ornamentale nelle opere da essi commissionate

- Giunta Rucellai, priore nel 1304 e gonfaloniere nel 1308, fu il primo membro della famiglia a ricoprire una carica importante nella Repubblica fiorentina.
- Berlinghieri Rucellai, conosciuto anche come Bingeri Rucellai (o anche Gerlighieri), capitano delle milizie fiorentine nel 1318, sedò la rivolta dei Tolomei a Siena. Il suo decisivo aiuto militare fu premiato con l'autorizzazione ad aggiungere allo stemma di famiglia un leone rampante, simbolo di valore militare.
- Naddo Rucellai (morto 1343), combattente, fu una delle prime vittime giustiziate nel periodo della tirannide di Gualtieri VI di Brienne, Duca d'Atene.
- Paolo Rucellai, figlio di Bingeri, attivo nella rivolta che cacciò il Duca d'Atene da Firenze, fu poi insignito di alcune alte cariche dello stato.
- Giovanni Rucellai (1403 - 1481), figlio di Paolo, a volte chiamato Il Magnifico per il suo amore per la cultura e le arti analogo a quello del più giovane Lorenzo de' Medici; protesse e sponsorizzò soprattutto Leon Battista Alberti, al quale commissionò il palazzo di famiglia e la facciata della chiesa più importante della zona, Santa Maria Novella.
- Bernardo Rucellai (Firenze 1448-1514), figlio di Giovanni, umanista come il padre fu un mecenate munifico che aprì i giardini degli Orti Oricellari ai più illustri letterati dell'epoca (Trissino, Machiavelli...); nel 1460 si sposò con Nannina de' Medici, sorella maggiore di Lorenzo il Magnifico, imparentando così le due importanti famiglie fiorentine.
- Pandolfo Rucellai, suo fratello, fu un esperto banchiere, ambasciatore e teorico di tecnica bancaria, scrisse fra l'altro il trattato Dei cambi e del Monte Comune, dedicandolo all'amico Girolamo Savonarola; dopo essere rimasto vedovo vestì l'abito domenicano.
- Giovanni Rucellai (Firenze 1475, Roma 1525), figlio di Bernardo, poeta e letterato. La sua opera più conosciuta è il poemetto didascalico in endecasillabi sciolti Le api pubblicato postumo nel 1539. Un'altra opera importante è l'Oreste.
- Simone Rucellai (1460 - 1514), canonico di Santa Maria del Fiore, rettore dello Studio di Pisa, collettore apostolico di Toscana sotto Alessandro VI (Borgia) e Cameriere di Giulio II.
- Francesco Rucellai, vescovo di Pisa nel 1499.
- Annibale Rucellai (morto nel 1601), seguì come consigliere Caterina de' Medici in Francia, qui ottenne il vescovado della diocesi di Carcassonne, poi fu incaricato dal pontefice di diventare governatore di Roma e del suo distretto.
- Buonaccorso Rucellai, fu in relazione con Giovanni da Verrazzano, che gli recapitò una dettagliata relazione del suo viaggio in America settentrionale.
- Luigi Rucellai (morto nel 1627), seguì Maria de' Medici in Francia, ma si scontrò con Richelieu; fu senza eredi e affiliò Orazio Ricasoli, che da allora portò il doppio cognome Ricasoli-Rucellai (esisteva già un ramo con tale doppio nome in seguito a un matrimonio del XV secolo).
- Orazio Ricasoli Rucellai (1604 - 1673), nipote di Orazio Ricasoli, ambasciatore di Toscana, sovrintendente della Biblioteca Laurenziana, precettore di Francesco Maria de' Medici e accademico della Crusca.
- Giulio Rucellai (1702-1778) fu professore dell'Università di Pisa di diritto civile, ministro del Granduca Pietro Leopoldo, al quale ispirò numerose delle riforme liberali che portarono la Toscana ad essere lo stato europeo più all'avanguardia nel XVIII secolo.